# Variationsprincipen
Variationsprincipen är en namngivningsprincip i grupper med ditematiska (tvåledade) personnamn, som innebär att den som får namnet ärver ett visst namnled (första eller andra) från en förälder eller far‐ eller morförälder.
I ett exempel från en runsten i Kvibille, signum DR 354 har far och son namnen Torgöt och Torlak:
Elvi och Torgöt, de lade stenen över Torlak. Gud hjälpe hans själ.
| Namn   | Gemensamt led   | Särskiljande led          |
| Torgöt | Tor (guden Tor) | göt (invånare i Götaland) |
| Torlak | Tor (guden Tor) | lak (strid, kamp)         |

Torlak ska alltså inte tolkas som "Tors strid" utan som ett namn bestående av två fristående ord.